# Río Villahermosa
El río Villahermosa (en valenciano riu Vilafermosa), también llamado río Linares en sus comienzos, es un río del este de la península ibérica que discurre por Aragón y la Comunidad Valenciana (España). 

## Curso

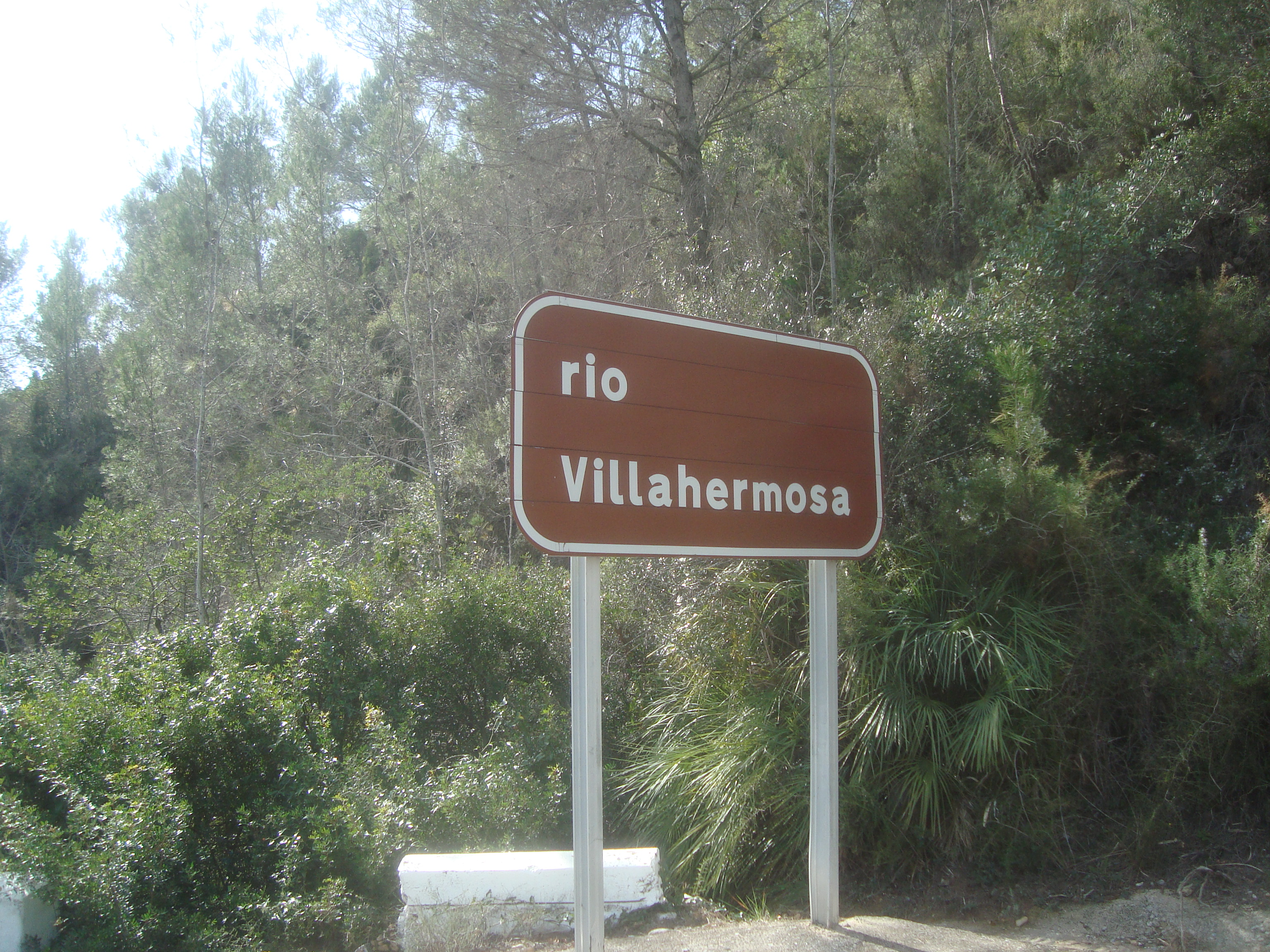
Río Villahermosa.

El Villahermosa nace en la sierra de Gúdar, en las pistas de esquí de Aramón Valdelinares (cuyo nombre en aragonés significa ‘Valle del Linares’), provincia de Teruel, y desemboca en el río Mijares, en la provincia de Castellón. Tiene una flora y fauna muy variadas a lo largo de su corto recorrido. Pasa por las localidades de Villahermosa del Río, Argelita y Linares de Mora. Su principal afluente es el río Carbo.

## Véase también

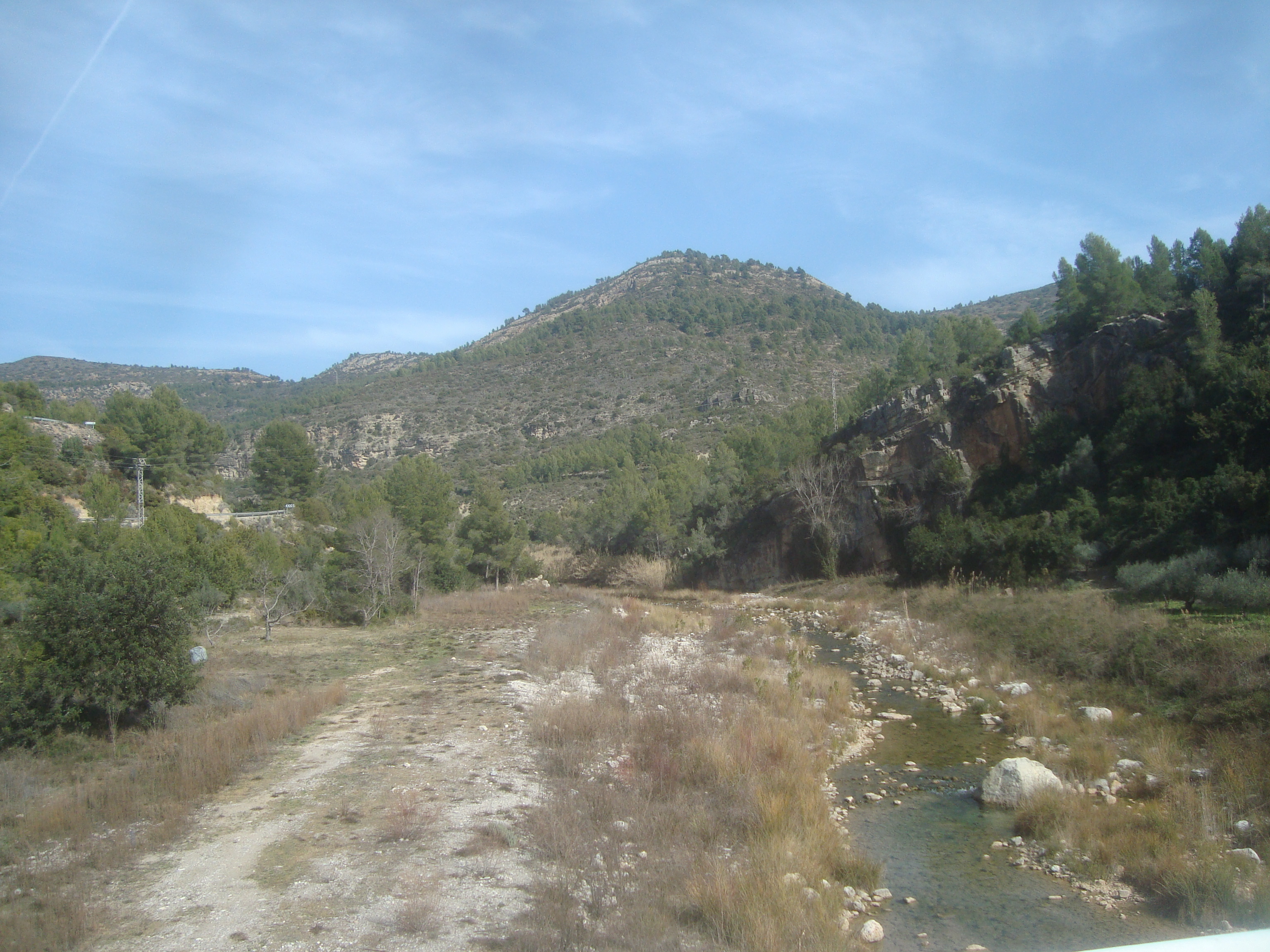
Río Villahermosa (Castellón).